# オーランド (競走馬)
オーランド（Orlando、1841年 - 1868年）とは、イギリスの競走馬である。1840年代に活躍し、種牡馬としても成功した。
オーランドは、波乱な競走生活を送りダービーステークスでは替え玉事件に巻き込まれている。当時のイギリス競馬界では不正行為が横行しており、この年はダービーステークスすらもその対象になった。1位で入線したラニングレインがレース後に、実は4歳馬マカベアスだということが発覚したのである。当然このようなことが許されるはずもなく、2位に入線していたオーランドが繰り上がりで1着となった。なお、この年のダービーステークスではラニングレインとマカベアスのすり替えを含めて４つもの不正行為が発覚した（詳細は第65回ダービーステークスを参照）。オーランドはほかにジュライステークスなどに勝っているが、ダービーステークスでケチがついたこともあり競走馬としての名声は得られなかった。
だが引退後、種牡馬になると産駒が走り出し、イギリスリーディングサイアーに輝くこと3度（1851,1854,1858年）。2000ギニー馬3頭やダービーステークス優勝馬テディングトンらを輩出した。後継種牡馬も成功し、トランペーターやアメリカ合衆国に渡ったエクリプスらが優秀馬を輩出した。父方直系子孫はその後衰退したが、アメリカで父系を伸ばしたヒムヤー系を通じて現在にも残っている。

## おもな産駒
- テディングトン（エプソムダービー、アスコットゴールドカップ、ドンカスターカップ）
- インペリュース（セントレジャーステークス、1000ギニー）
- ファッツォレット（2000ギニー）
- ディオファントス（2000ギニー）
- Fitz-Roland（2000ギニー）
- エクリプス（米成功種牡馬、ヒムヤーの2代父)
- トランペーター（英成功種牡馬）
- ボイアルド（豪成功種牡馬）

## 血統表
| オーランドの血統（タッチストン系 / Selim (Castrel) 4×3.4=25.00% Alexander4×5=9.38% Sir Peter5×5.5=9.38%） | オーランドの血統（タッチストン系 / Selim (Castrel) 4×3.4=25.00% Alexander4×5=9.38% Sir Peter5×5.5=9.38%） | オーランドの血統（タッチストン系 / Selim (Castrel) 4×3.4=25.00% Alexander4×5=9.38% Sir Peter5×5.5=9.38%） | （血統表の出典）   | （血統表の出典） |
| 父 Touchstone 栗毛 1831年                                                                                 | 父の父Camel 黒鹿毛 1822年                                                                                 | Whalebone                                                                                                 | Waxy               | Waxy             |
| 父 Touchstone 栗毛 1831年                                                                                 | 父の父Camel 黒鹿毛 1822年                                                                                 | Whalebone                                                                                                 | Penelope           |                  |
| 父 Touchstone 栗毛 1831年                                                                                 | 父の父Camel 黒鹿毛 1822年                                                                                 | Mare by Selim                                                                                             | Selim              | Selim            |
| 父 Touchstone 栗毛 1831年                                                                                 | 父の父Camel 黒鹿毛 1822年                                                                                 | Mare by Selim                                                                                             | Maiden             |                  |
| 父 Touchstone 栗毛 1831年                                                                                 | 父の母Banter 黒鹿毛 1826年                                                                                | Master Henry                                                                                              | Orville            | Orville          |
| 父 Touchstone 栗毛 1831年                                                                                 | 父の母Banter 黒鹿毛 1826年                                                                                | Master Henry                                                                                              | Miss Sophia        |                  |
| 父 Touchstone 栗毛 1831年                                                                                 | 父の母Banter 黒鹿毛 1826年                                                                                | Boadicea                                                                                                  | Alexander          | Alexander        |
| 父 Touchstone 栗毛 1831年                                                                                 | 父の母Banter 黒鹿毛 1826年                                                                                | Boadicea                                                                                                  | Brunette           |                  |
| 母 Vulture 栗毛 1833年                                                                                    | 母の父Langar 栗毛 1817年                                                                                  | Selim | Buzzard            | Buzzard          |
| 母 Vulture 栗毛 1833年                                                                                    | 母の父Langar 栗毛 1817年                                                                                  | Selim | Mare by Alexander  |                  |
| 母 Vulture 栗毛 1833年                                                                                    | 母の父Langar 栗毛 1817年                                                                                  | Mare by Walton                                                                                            | Walton             | Walton           |
| 母 Vulture 栗毛 1833年                                                                                    | 母の父Langar 栗毛 1817年                                                                                  | Mare by Walton                                                                                            | Young Giantess     |                  |
| 母 Vulture 栗毛 1833年                                                                                    | 母の母Kite 鹿毛 1821年                                                                                    | Bustard                                                                                                   | Castrel            | Castrel          |
| 母 Vulture 栗毛 1833年                                                                                    | 母の母Kite 鹿毛 1821年                                                                                    | Bustard                                                                                                   | Miss Hap           |                  |
| 母 Vulture 栗毛 1833年                                                                                    | 母の母Kite 鹿毛 1821年                                                                                    | Olympia                                                                                                   | Sir Oliver         | Sir Oliver       |
| 母 Vulture 栗毛 1833年                                                                                    | 母の母Kite 鹿毛 1821年                                                                                    | Olympia                                                                                                   | Scotilla F-No.13-a |                  |